# Steinsundøy

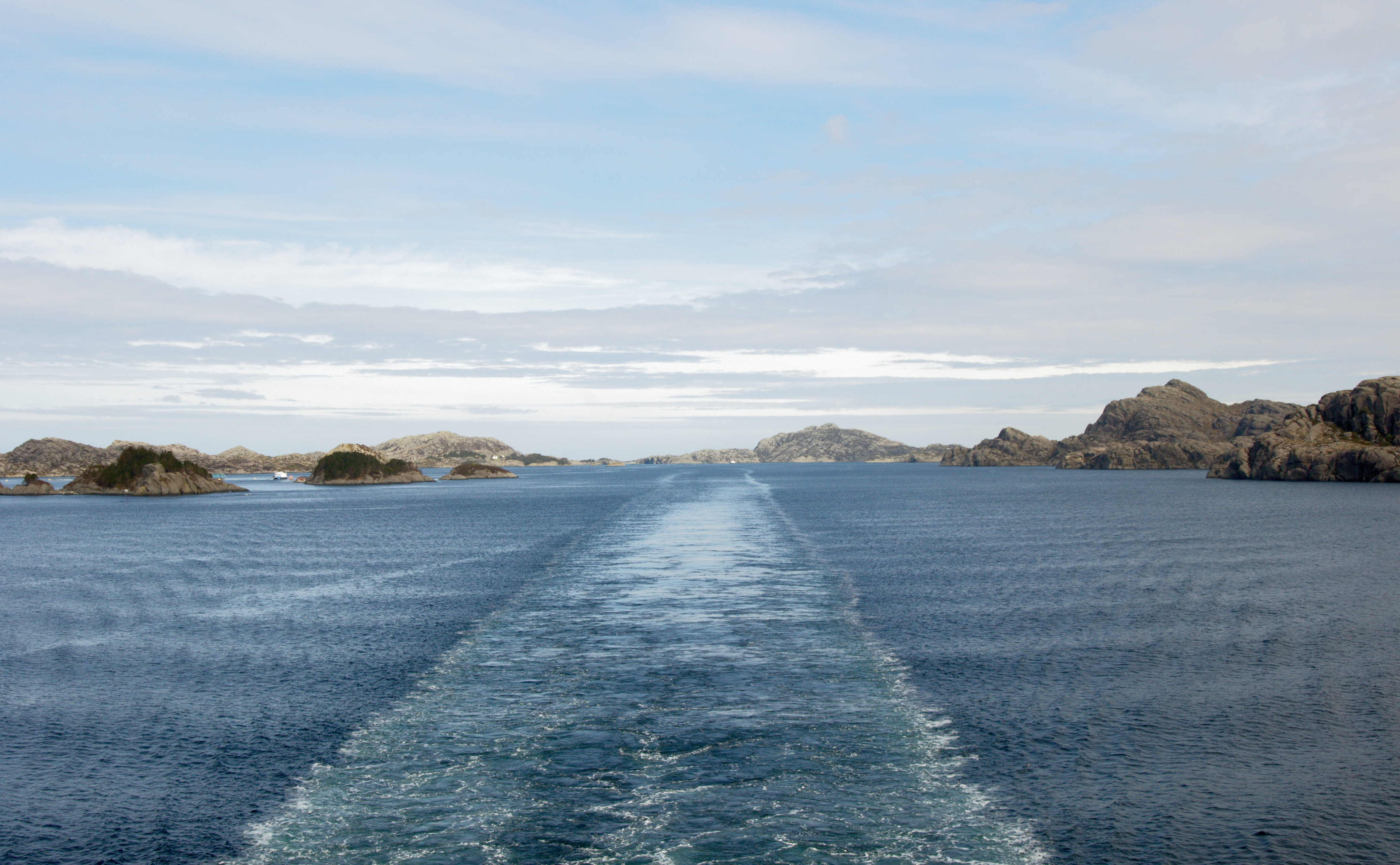
Fahrt durch den Steinsund. Backbord (Blickrichtung rechts) die Felsen von Steinsundøy, steuerbord Rånøy

Steinsundøy, auch Steinsundøyna genannt, ist eine Insel in der Gemeinde Solund in der Provinz Vestland in Norwegen. Sie hat eine Fläche von 17,2 km² und liegt in der Inselgruppe am Nordausgang des Sognefjords. Abgesehen von einigen geschützten Flecken ist die Insel baumlos. 2001 lebten dort nur 55 Einwohner. Eine Straße überquert das Eiland. Eine Brücke verbindet es im Osten mit der Hauptinsel Sula. Im Westen führen eine weitere Brücke und eine Fähre zur westlichen Nachbarinsel Rånøy und Ytre Sula. Die größte Ansiedlung liegt an der Ostseite, gegenüber dem Dorf Hardbakke auf der Insel Sula.
Die Meerenge zwischen Steinsundøyna und der westlichen Nachbarinsel Rånøy heißt Steinsund. Obwohl der Steinsund an der schmalsten Stelle weniger als 60 m breit ist, ist er schiffbar. Beispielsweise passieren Schiffe der Hurtigruten diese Durchfahrt auf ihrem Weg von und nach Bergen.